# Mariage dans le judaïsme
 (avril 2013).
 (avril 2013).
- Si vous ne connaissez pas le sujet, laissez ce bandeau (vous pouvez alors contacter les auteurs).
- Si vous supprimez le contenu mis en cause (vous pouvez préalablement contacter les auteurs),

argumentez précisément cette suppression dans la page de discussion
(un manque de référence n'est pas un argument ; une recherche réelle de référence doit avoir été effectuée, être formellement documentée).

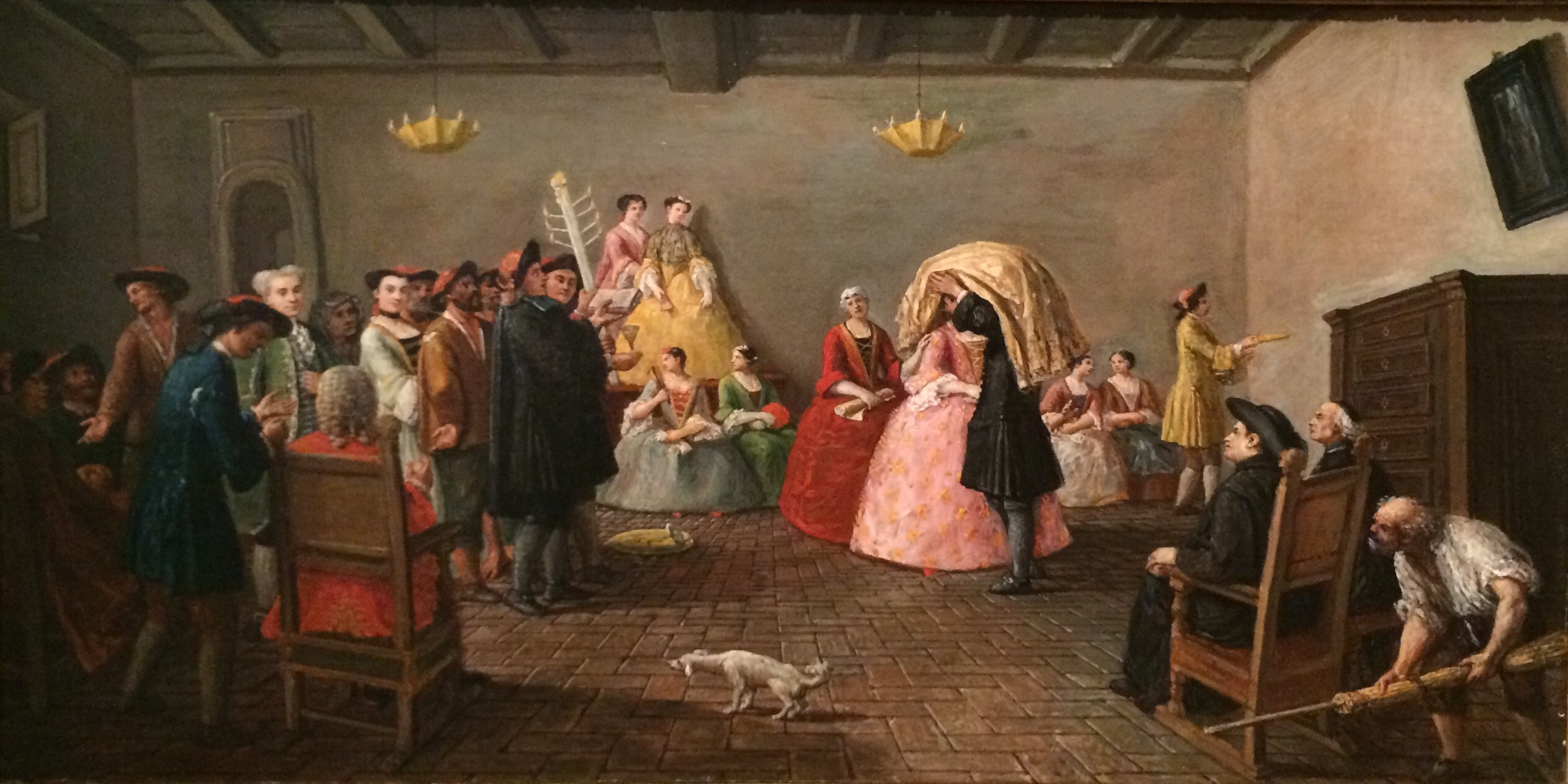
Un mariage juif par Marco Marcuola, Venise (Italie), v. 1780

Le mariage, alliance de deux personnes dans le but de former une famille, est fortement réglementé par la religion judaïque, tant dans les pratiques rituelles que dans le vécu des individus. 
Pour le judaïsme, le mariage est un acte religieux de sanctification et d'élévation. Devant l'Éternel et la communauté d'Israël, un homme et une femme acceptent de vivre ensemble dans l'amour et le respect mutuel, et de transmettre à leur descendance les valeurs traditionnelles. Le couple est alors comparé à un autel de sainteté. 
Le mariage juif orthodoxe est célébré selon de nombreuses coutumes et lois qui ont pour but de faire transparaître toute sa signification spirituelle et matérielle. Tous ces rites expriment à l'aide de gestes, de symboliques et de versets, le sens profond de l'union d'un homme et d'une femme, y compris l'établissement d'un certain nombre d'obligations qui se créent automatiquement entre les époux. Ces obligations relèvent notamment de la pratique religieuse, des obligations morales et des obligations pour l'homme de protéger sa femme. Selon la loi juive, trois devoirs incombent au mari : nourrir et vêtir sa femme, et la satisfaire au niveau des rapports conjugaux.

## Les pratiques du mariage juif
Le mariage juif requiert un extrait d'acte de naissance, un acte de mariage des parents (appelé communément kétouba), le livret de famille des parents (ou à défaut de ces deux derniers documents, un certificat de judéité et de célibat des futurs mariés), et le livret de famille des mariés, afin de prouver la judéité des futurs conjoints et de s'assurer que le mariage est légal.

### Avant le mariage
Pour commencer, les futurs époux doivent remplir un certain nombre de démarches avant le mariage. Ces formalités sont notamment destinées à définir si l'homme et la femme qui se présentent sont aptes à se marier selon les préceptes de la loi juive. Il est nécessaire de contacter le rabbin environ trois mois avant la cérémonie. Un dossier est établi et la femme et l'homme doivent ensuite suivre plusieurs cours avant le mariage. Ces cours, auprès d'un rabbin (pour Monsieur) ou de son épouse la rabbanite (pour Madame) portent sur des sujets notamment de pureté familiale (Niddah), selon les lois de la tradition juive régissant les rapports entre époux, l'un envers l'autre et séparément mais également sur le sujet de la vie en couple, afin de pouvoir transmettre aux futurs époux de précieux conseils pour leur nouvelle vie à deux.

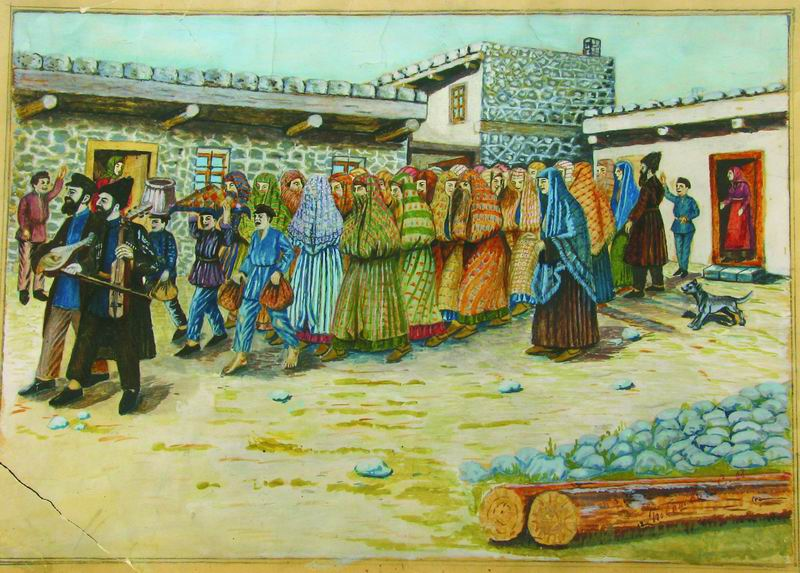
Conduite de la mariée aux bains publics (Mikveh) par S. Koboshvili (1939)

Après avoir achevé le cycle de ces cours, la femme sera autorisée à se rendre la veille du mariage au bain rituel (Mikvé).
Dans la plupart des mariages juifs sépharades, la cérémonie du mariage est précédée par la soirée du henné.
Selon la loi juive, le mariage se concrétise par le seul fait que l'homme ait prononcé cette phrase devant deux témoins : « Tu m'es à présent sanctifiée par cet anneau, selon la loi de Moïse et d'Israël » (« הרי את מקודשת לי בטבעת זו כדת משה וישראל »). Tout le reste relève de lois rabbiniques plus tardives.

### Le jour du mariage

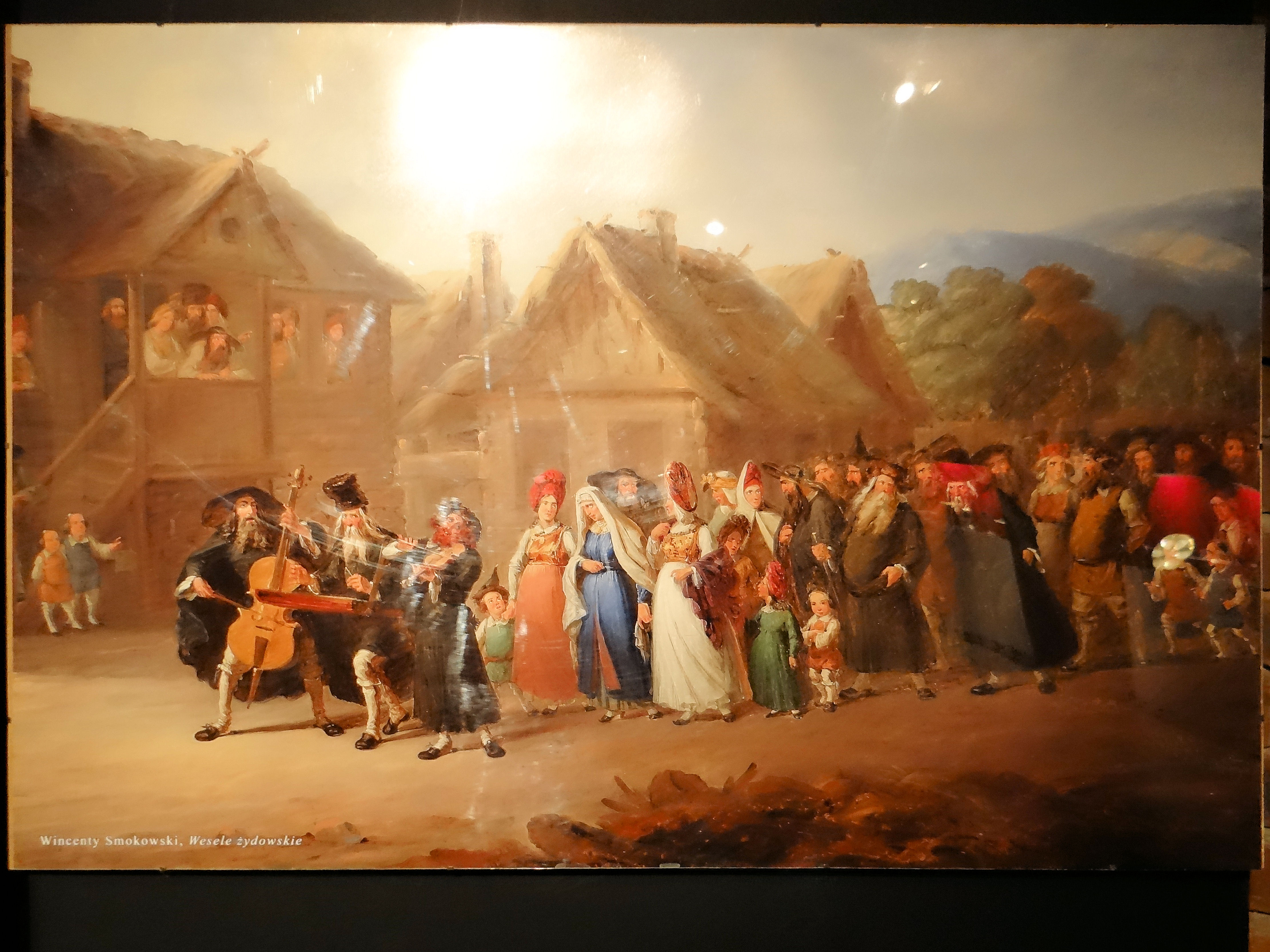
Mariage juif par Wincenty Smokowski, Musée du district de Konin (Pologne)

En général, les mariés ne se rencontrent pas volontairement durant plusieurs jours avant le mariage afin de pouvoir chacun méditer sur l'importance de l'acte qu'il va accomplir. Le jour du mariage est un jour extrêmement propice au repentir des fautes passées, à tel point que certains mariés jeûnent le jour de leur mariage et lisent à la place de la prière normalement récitée l'après-midi tous les jours de l'année, la prière que l'on récite le jour du Yom Kippour (Grand pardon). Leurs péchés sont pardonnés ce jour-là car commence une nouvelle vie à deux, et cela symbolise le fait que leur union est en quelque sorte la naissance d'une nouvelle âme par la fusion de leur âme respective.
Les mariés sont considérés comme ayant un statut de roi et reine et ce durant un an, et particulièrement pendant les sept jours qui suivent le mariage. C'est pour cela qu'il leur est interdit de faire tout travail que ce soit, et donc les proches profitent de l'occasion pour accomplir une bonne action, tels des serviteurs qui servent joyeusement leur roi ou leur reine : ils habillent les mariés avant la cérémonie, ils invitent à un banquet les jeunes époux durant les sept jours suivants, etc. Les futurs mariés sont appelés khatan pour l'homme et kalla pour la femme.

#### Le dais nuptial

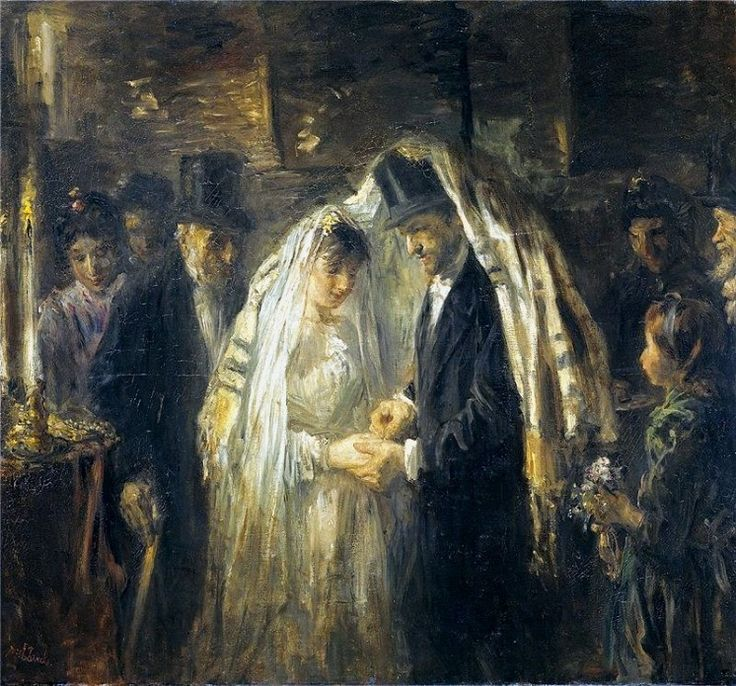
Le mariage juif, peinture de Jozef Israëls, 1903.

Le mariage juif est célébré sous le dais nuptial (Houppa). Celle-ci symbolise le nouveau foyer qui est appelé, selon le prophète Malachie, « sanctuaire pour l'Éternel ».
Le déroulement de la cérémonie se passe de la manière suivante : le rabbin qui officie se tient sous le dais nuptial, où le marié est invité à le rejoindre ; celui-ci vient généralement accompagné  de ses parents. Enfin, c'est la mariée qui est invitée. Elle s'arrête quelques mètres avant le dais nuptial et le marié descend lui mettre le voile sur le visage. Ce geste symbolise le fait que le marié vérifie qu'il s'agit bien de sa femme et il la recouvre lui-même après s'en être assuré ; il renvoie au premier mariage de Jacob, auquel Laban donna par tromperie Léa à la place de Rachel. Ensuite, le futur marié revient sous la houppa, suivi de sa future épouse.

#### Cérémonie religieuse

##### Première coupe
Le rabbin officiant commence par remplir un verre de vin et à lire la bénédiction des fiançailles :

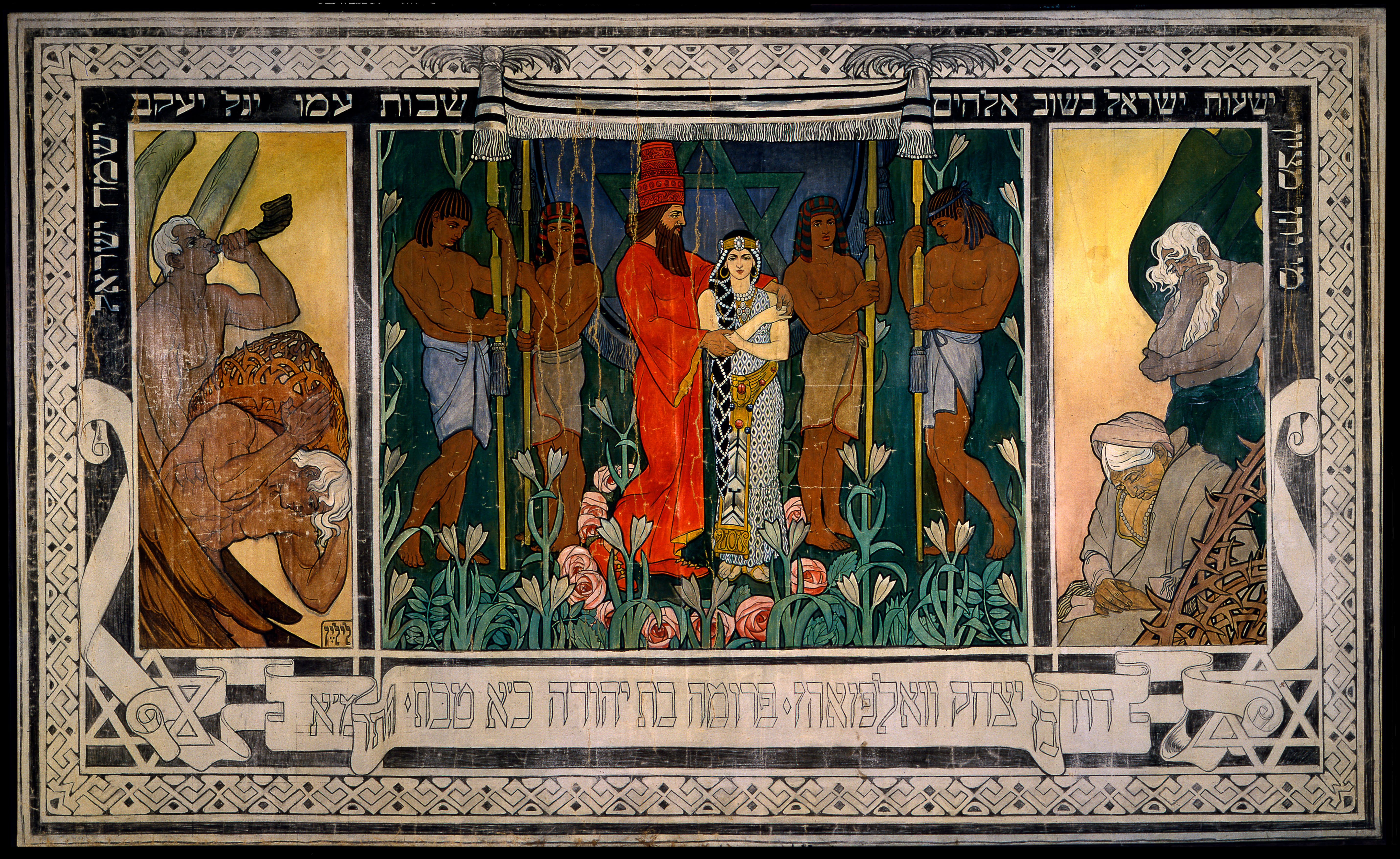
An Allegorical Wedding: Sketch for a carpet dedicated to Mr. and Mrs. David Wolffsohn (triptyque, de droite à gauche : Exil, Mariage, Rédemption) par E. M. Lilien (1909)

« Sois loué, Eternel, notre Dieu, roi de l'Univers, qui a créé le fruit de la vigne. »
« Sois loué, Eternel, notre Dieu, roi de l'Univers, qui nous a sanctifiés par tes commandements, et nous a donné des prescriptions concernant les unions entre proches parents en nous interdisant les fiancées d'autrui et en nous permettant les unions consacrées par le mariage religieux. » 

« Sois béni, Eternel, qui sanctifie Israël, ton peuple, par le dais nuptial et la consécration du mariage. » 
Les époux goûtent alors au vin.

C'est après cela que l'homme acquiert sa femme à l'aide d'un anneau en or uniquement, rond et lisse. Il récite à ce moment-là la phrase suivante :
« Tu m'es à présent sanctifiée par cet anneau, selon la loi de Moïse et d'Israël » (« הרי את מקודשת לי בטבעת זו כדת משה וישראל »).

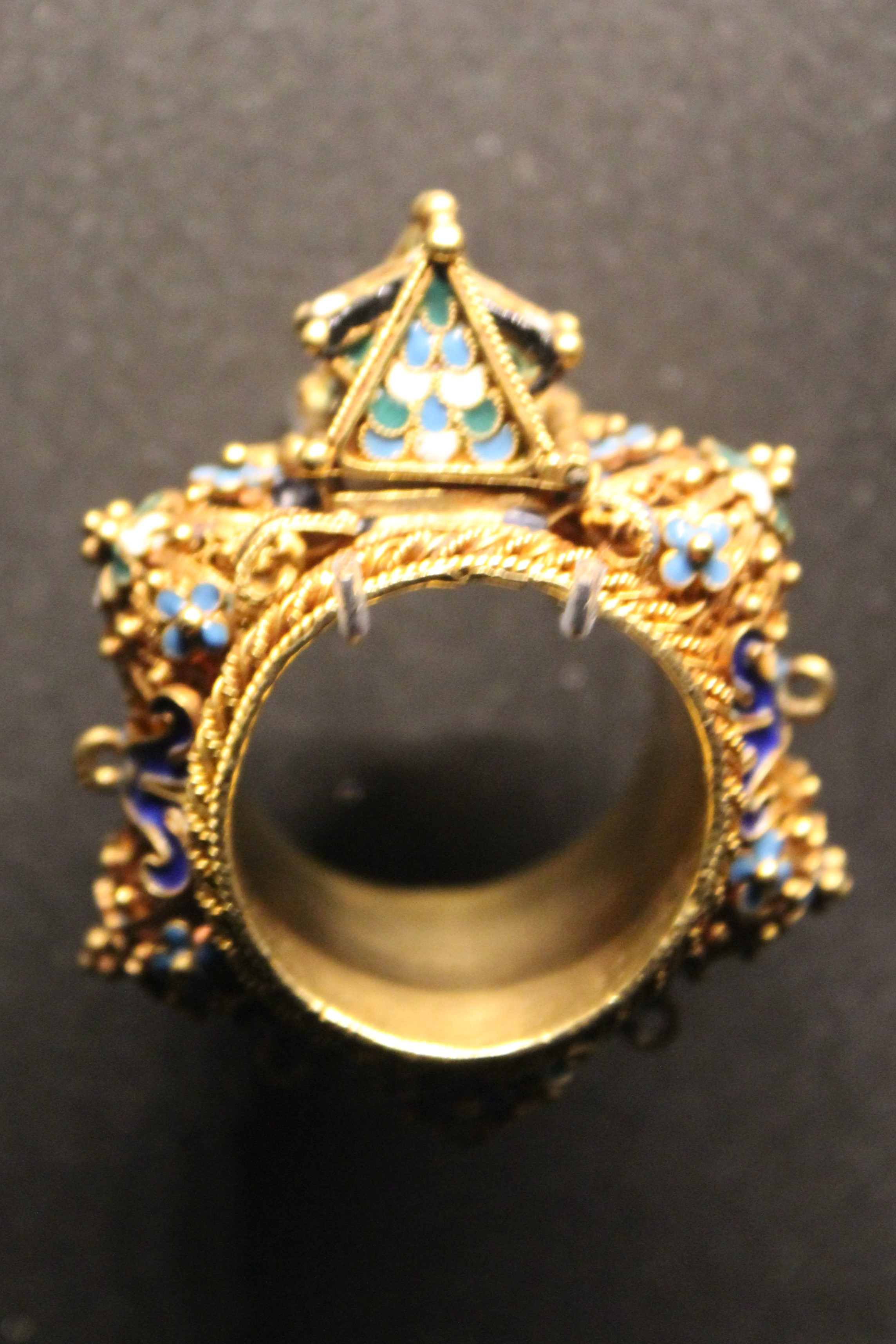
Bague spectaculaire de mariage, or et émail,

##### Alliance
Le marié passe alors l'anneau d'or sur la première phalange de l'index de l'épousée qui plie le doigt sitôt après. 
Il s'agit d'une transaction : l'homme donne à la femme un anneau précieux et celle-ci en acceptant ce cadeau se réserve à son époux, d'où le terme mékoudechet déclaré par le futur époux simultanément  qui signifie en Hébreu « consacrée » ou « réservée ». 
La société et les esprits ayant évolué, la femme peut remettre aujourd'hui à son mari un anneau, à la fin de la cérémonie.'[réf. nécessaire]

##### Ketouba
Ensuite, le rabbin officiant lit l'acte de mariage (la Ketouba) dans la langue araméenne. Ce document témoigne des obligations financières et matérielles de l'homme envers sa femme. Voici la traduction de ce texte  :
« Le ... jour de la semaine, le ... du mois de ... en l'année 57... de la création du monde, suivant le compte que nous effectuons ici dans la ville de ... , voici comment M. ..., fils de M. ... a dit à cette jeune fille ..., fille de M. ... : 
« Sois ma femme conformément à la loi de Moïse et d'Israël et moi, avec l'aide des Cieux, je travaillerai pour toi, je t'honorerai, te nourrirai, t'entretiendrai, t'alimenterai et te vêtirai. Conformément aux obligations imposées aux maris juifs qui travaillent, honorent, nourrissent et entretiennent leurs femmes avec fidélité. Je te donnerai ta nourriture, tes vêtements, ce dont tu as besoin, et je vivrai avec toi comme mari et femme, tel que l'usage l'exige. 

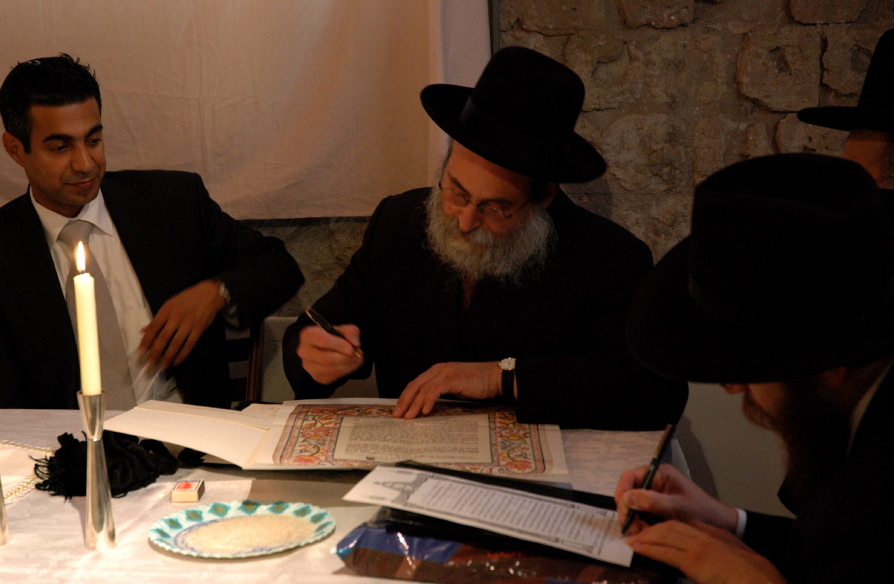
Rédaction d'une kettouba, 2005

Et ..., cette jeune femme, a déclaré qu'elle consentait à être sa femme. » Ainsi a dit M. ... : « Ce contrat devra être payé par moi ou par mes héritiers après moi, sur mes meilleurs biens et acquisitions qui sont sous les cieux que j'ai acquis ou que j'acquerrai, sur les biens meubles ou fonciers, gagés ou hypothéqués. Ils garantiront ce contrat de mariage jusqu'au vêtement que je porte, que je sois vivant ou mort, à partir d'aujourd'hui et à jamais. »M. ... s'engage à respecter les clauses de ce contrat avec la gravité qui s'impose pour tout contrat de mariage en cours chez les filles d'Israël, conformément à l'institution rabbinique et non comme une simple promesse, ni comme de simples formulaires. Nous avons effectué un acte d'acquisition auprès de M. ..., fils de M. ..., pour ..., fille de M. ..., sur tout ce qui est mentionné ou explicité plus haut. Ainsi tout a été certifié, clarifié et bien-fondé. »
Le contrat de mariage (ketouba) devra être signé non seulement par le rabbin officiant mais également par deux témoins qui ne sont pas liés aux mariés par le sang. L'acte de mariage est ensuite remis à la femme qui le conservera précieusement toute sa vie.

##### Seconde coupe

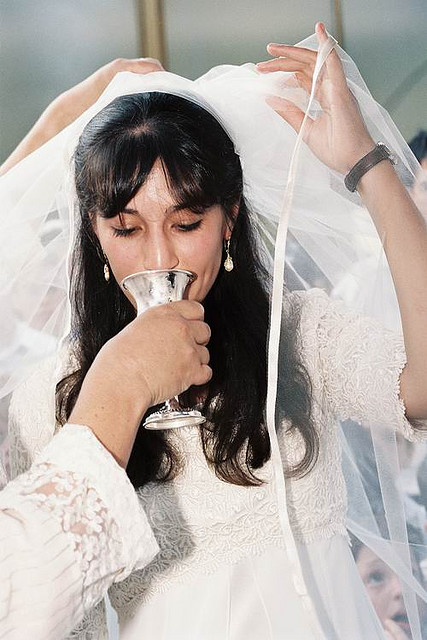
La mariée goûte au vin de la coupe, Israël, 2011

On remplit un second verre de vin et commence alors la cérémonie des sept bénédictions (Chéva Berakhoth). Elles ont pour signification la relation entre les époux et le Tout Puissant, et la joie qui accompagne le mariage :
« Sois loué, Eternel notre Dieu, roi de l'Univers, qui a créé le fruit de la vigne. » 
« Sois loué, Eternel notre Dieu, roi de l'Univers, qui a tout créé pour sa gloire. » 
« Sois loué, Eternel notre Dieu, roi de l'Univers, créateur de l'homme. »
« Sois loué, Eternel notre Dieu, roi de l'Univers, qui a créé l'homme à Son image et qui en as fait un monument pour l'éternité. Sois loué, Eternel, créateur de l'homme. »
« Sion se réjouira quand l'Eternel rassemblera ses enfants. Sois loué, Eternel, qui réjouis Sion par ses enfants. »
« Puisses-tu réjouir ce couple bien-aimé comme autrefois tu as réjoui les créatures dans le jardin d'Eden, Sois loué, Eternel, qui réjouis fiancé et fiancée. » 

« Sois loué, Éternel, notre Dieu, roi de l'Univers, qui as créé la joie, l'allégresse, le fiancé, la fiancée, l'amour et la fraternité, les délices et les plaisirs, l'amitié et la paix. Ô Dieu, notre Dieu, que bientôt on entende dans les villes de Juda et dans les rues de Jérusalem, la voix de la joie, la voix de la réjouissance qui précède les fiancés sortant de leur dais nuptial et celle des jeunes gens de leurs festins pleins de chants. Sois loué, Eternel notre Dieu, roi de l'Univers, qui réjouit et fait prospérer le fiancé et la fiancée. »
Ensuite, les époux boivent le vin de cette seconde coupe.

##### Bris du verre

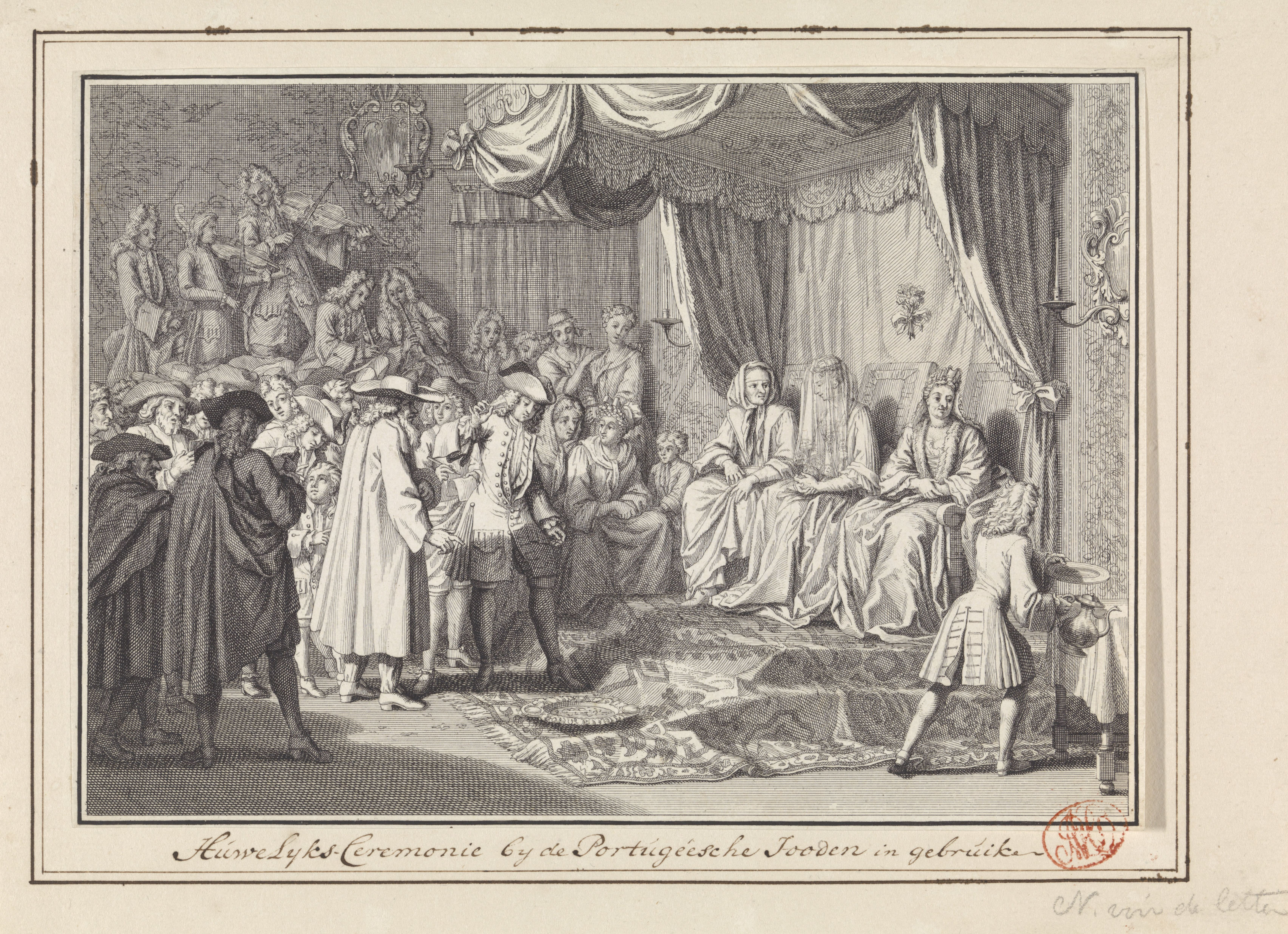
Bris du verre lors d'une cérémonie de mariage de Juifs portugais aux Provinces-Unis (1723)

La dernière étape de la cérémonie est le bris du verre, censé rappeler la destruction du Temple de Jérusalem, et par là signifier qu'aucune joie ne peut être entière tant que le Temple de Jérusalem n'est pas reconstruit.

Le marié récite la phrase suivante du Psaume 137 : 
« Si je t'oublie Jérusalem que ma droite m'oublie. Que ma langue se colle à mon palais si je ne rappelle pas ton souvenir, si je n'élève pas Jérusalem au-dessus de ma joie ».

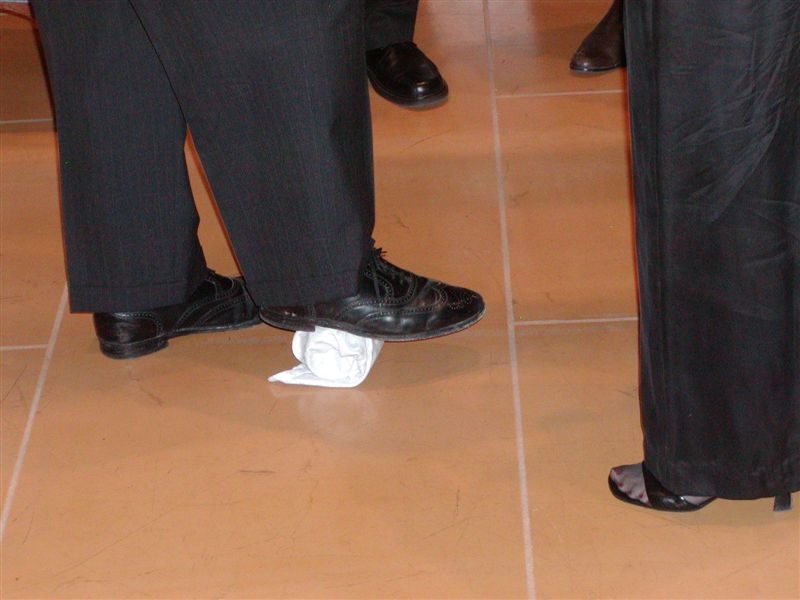
Bris du verre par l'époux, 2005

Le marié casse ensuite un verre avec son pied, en général entouré d'un linge pour éviter les éclats. Les invités crient alors en hébreu « Mazel Tov ! » (littéralement "bonne étoile", au sens meilleurs vœux).
Le Talmud propose une autre explication à cette coutume : « Mar, le fils de rabina, avait fait un banquet de noces pour son fils. Il remarqua que les rabbins étaient de très joyeuse humeur. Il fit apporter une coupe précieuse qui valait quatre cents zuzim et la cassa devant eux de sorte qu'ils s'assombrissent ». Selon les tossafots, les suppléments aux commentaires du Talmud de Rachi : « C'est depuis ce moment que se pratique la coutume de casser un verre au mariage ».
Dans le folklore yiddish, casser un verre est censé éloigner un démon, sitre-akhre, en lui donnant sa part à la cérémonie. Il peut ainsi aller ailleurs ruiner le mariage d'un autre couple.

#### Repas de prescription (Seoudat Mitzva)

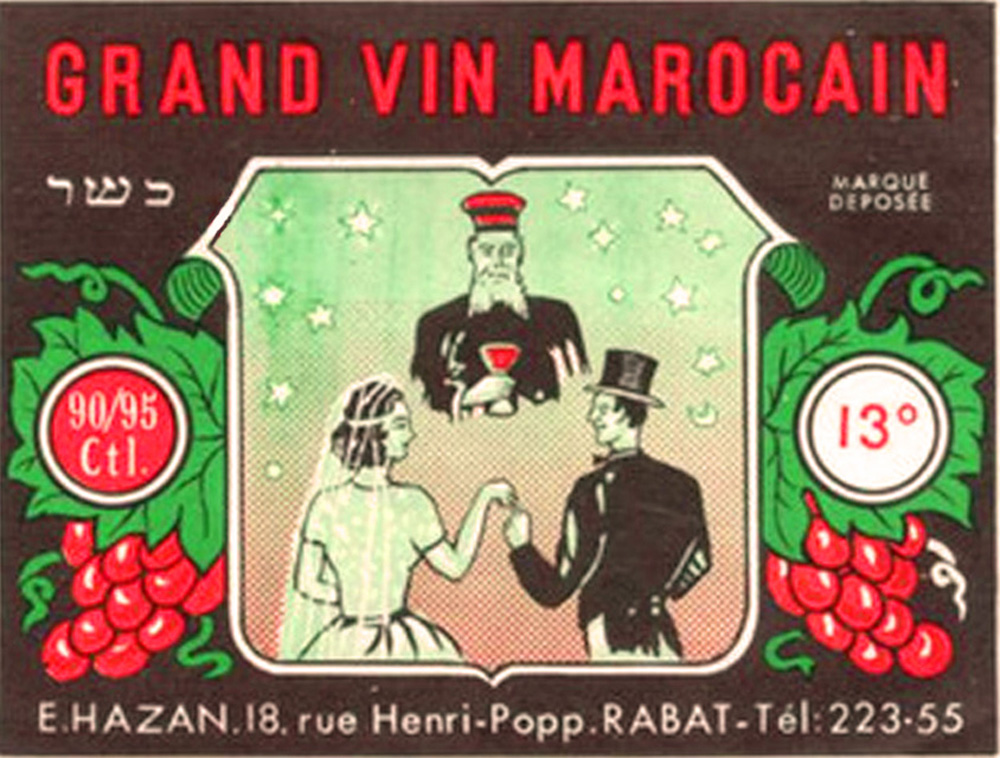
Vin de mariage au Maroc.

Il existe une obligation particulière de réjouir les jeunes mariés. Une réception suit donc la cérémonie avec un repas de fête durant lequel il est d'usage de manger du pain et de la viande, accompagné de musique et de danses.
Après le repas, tous les invités se réunissent afin de réciter les actions de grâces (Birkat Hamazone). Après cela, les sept bénédictions (Chéva Berakhoth) seront à nouveau récitées sur un verre de vin.
De même, durant les sept jours qui suivent le mariage, les mariés sont invités chaque soir par leurs proches à un banquet en leur honneur, qui est suivi encore une fois de la récitation des sept bénédictions.

## Galerie

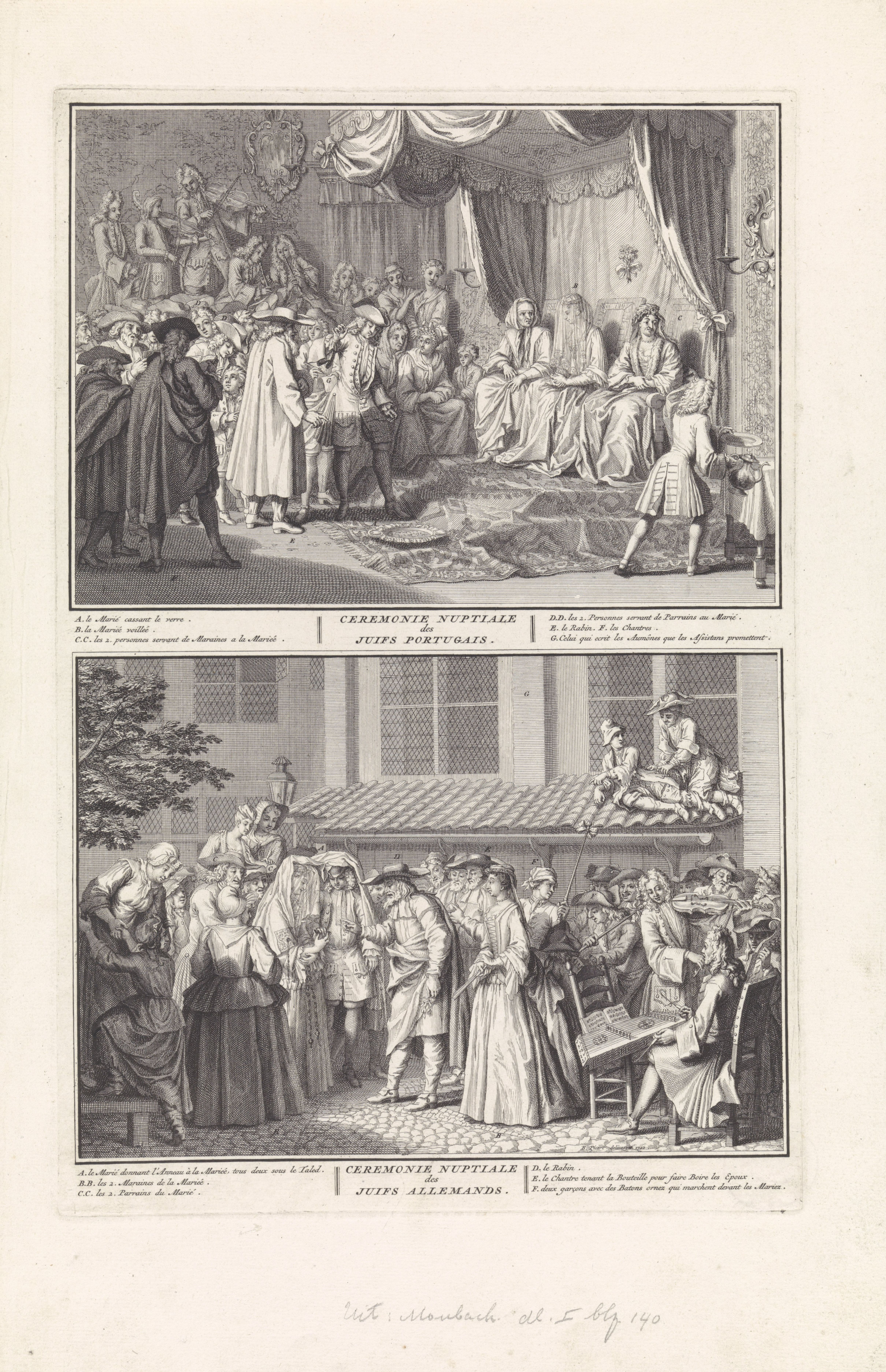
Cérémonies nuptiales des Juifs portugais et des Juifs allemands (1723)
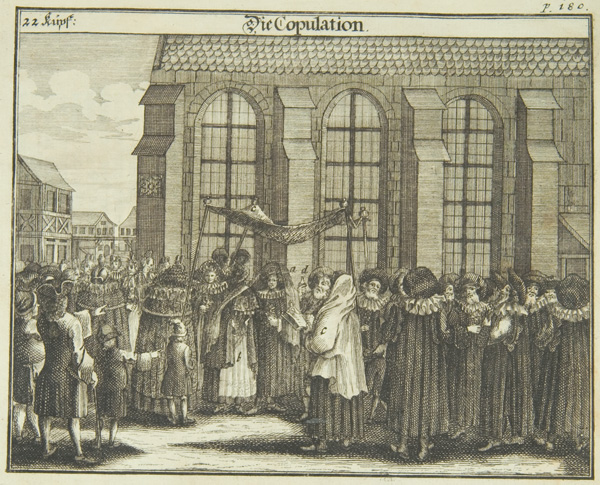
Mariage juif à Nuremberg (Allemagne), 1724
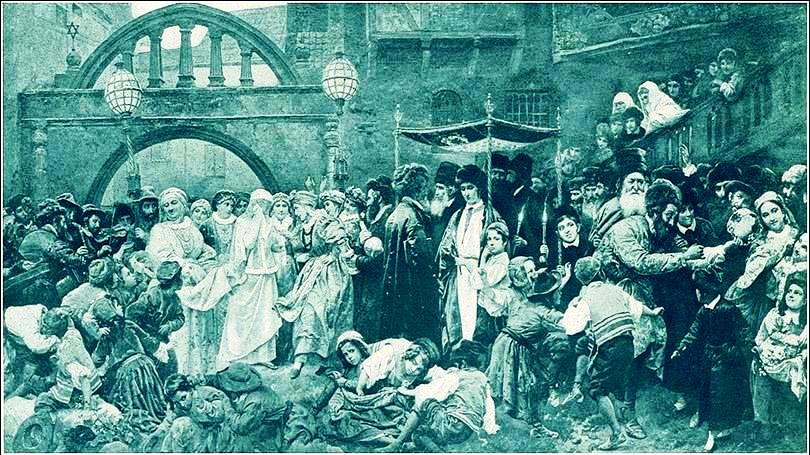
Mariage juif en Galicie par M. Strayamsky, XIXe
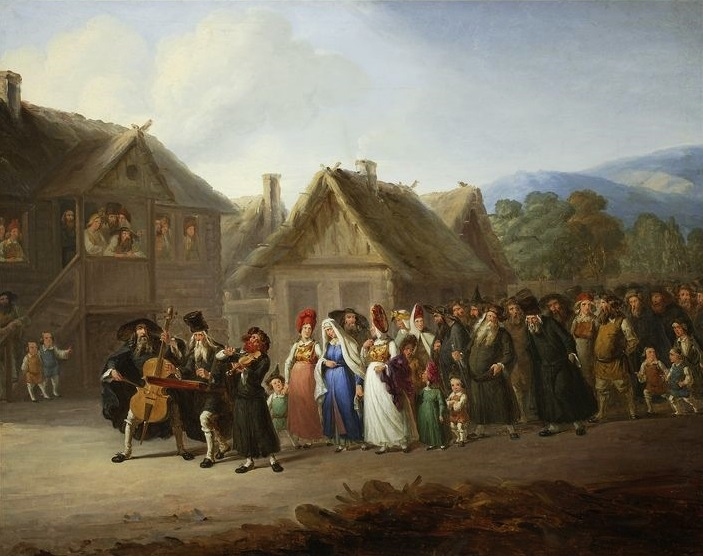
Le Mariage juif par (en) Wincenty Smokowski, 1858
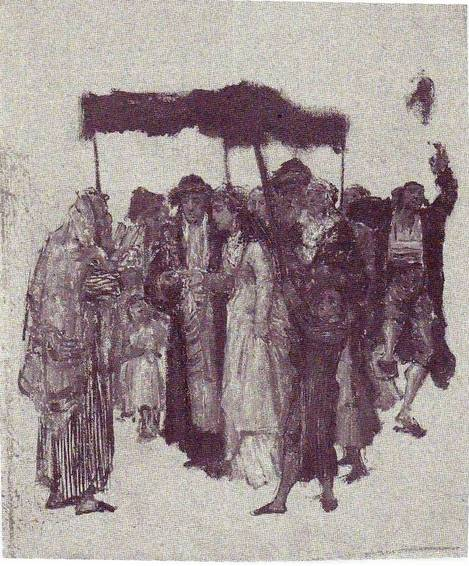
Jewish Wedding par Maurycy Gottlieb (1856-79)
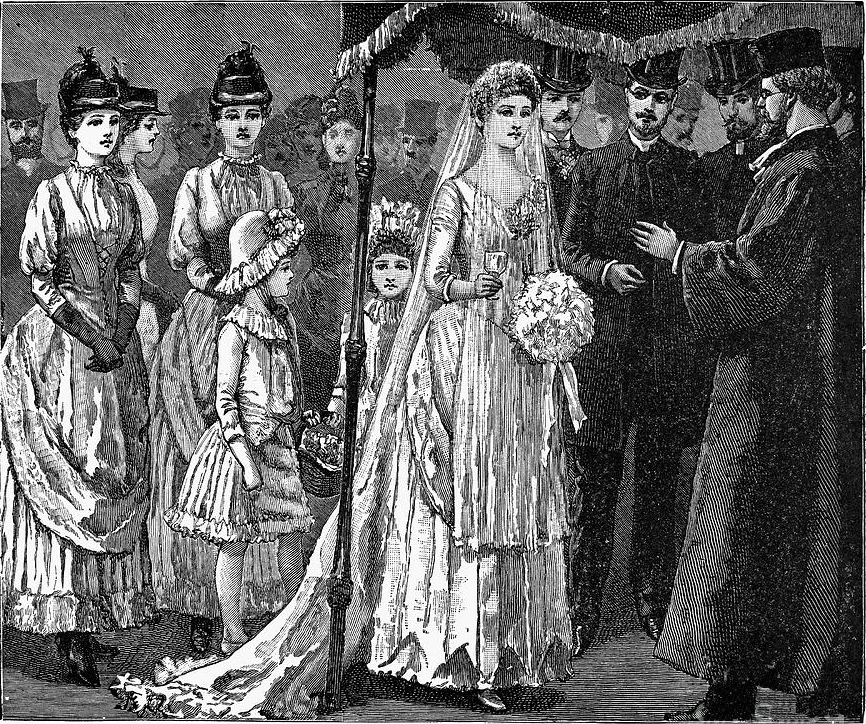
Mariage juif moderne par Robert Taylor, 1892
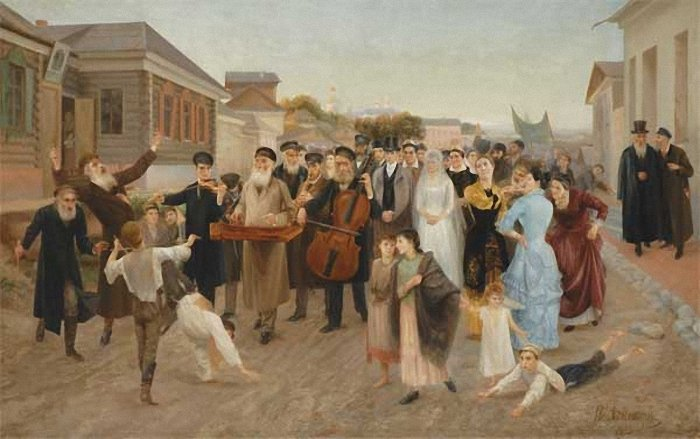
Mariage juif dans un shtetl russe, accompagné d'un groupe klezmer, par Isaac Asknaziy, 1893
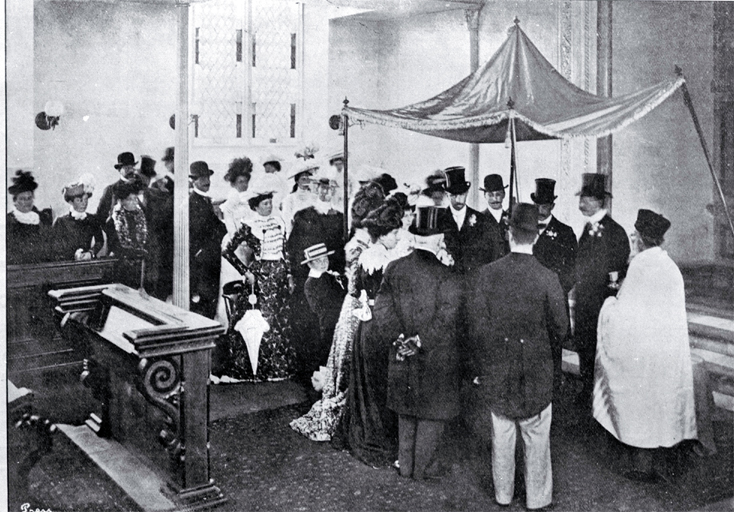
Mariage juif à Christchurch (Nouvelle-Zélande), 1901
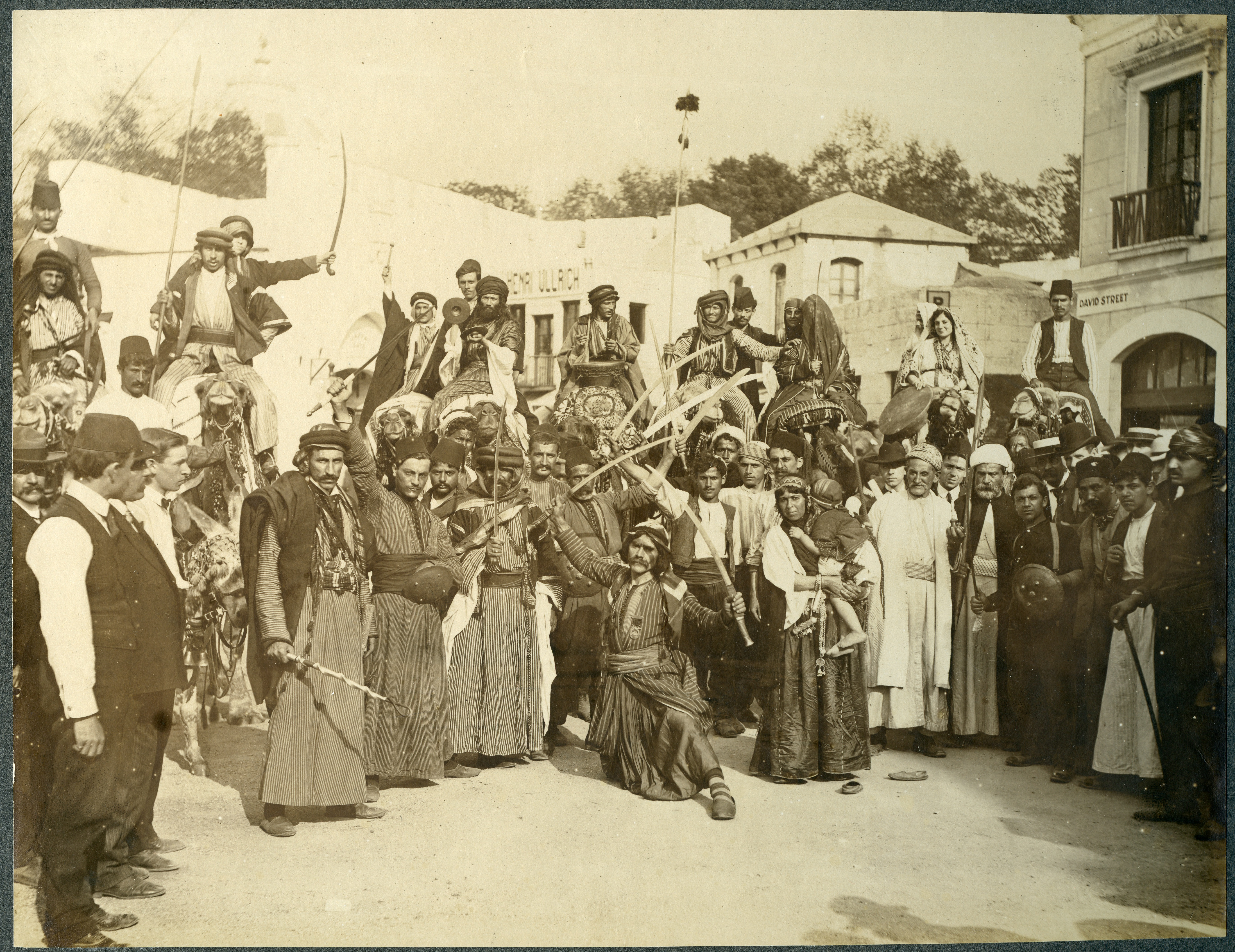
Fête de mariage juif (lieu inconnu), 1904
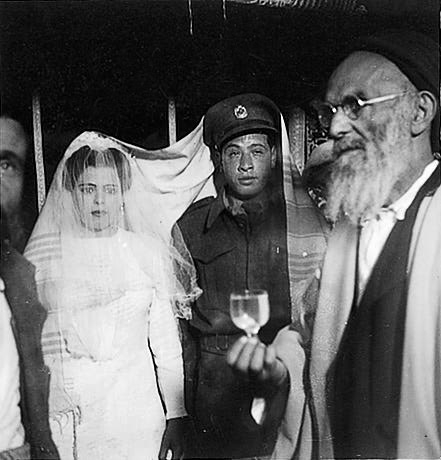
Mariés et officiant, Benghazi (Libye), 1944
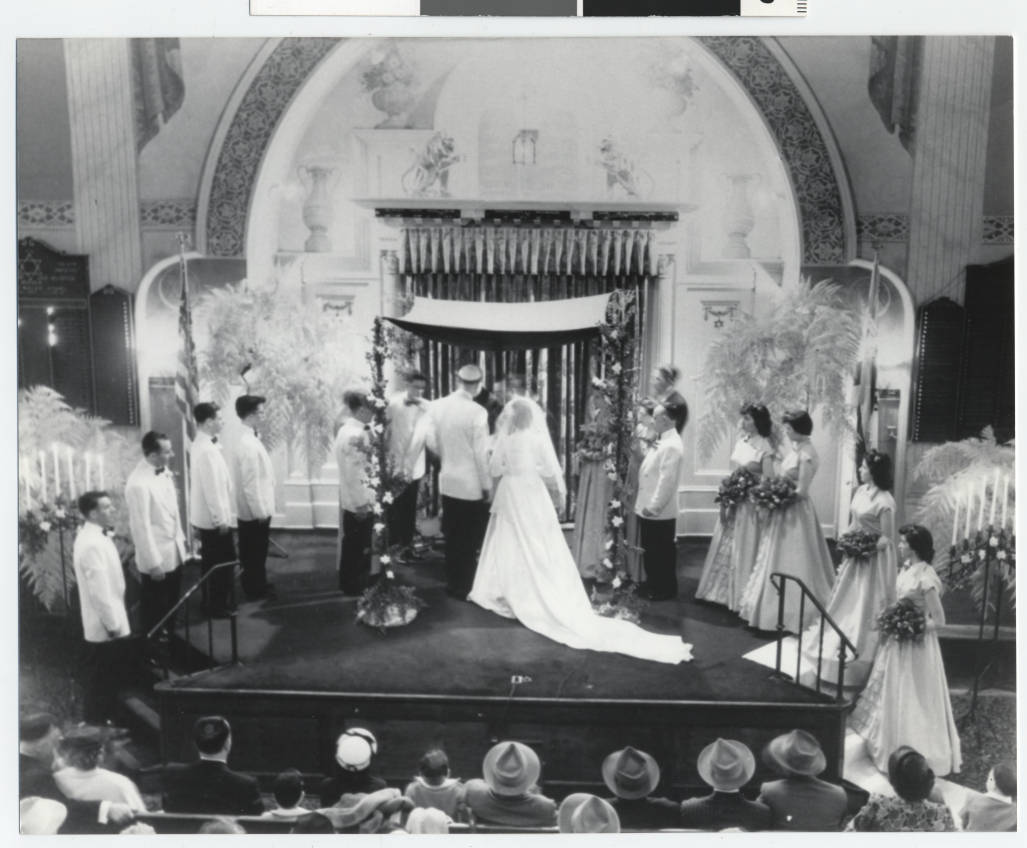
Mariage juif à Minneapolis (Etats-Unis), 1954
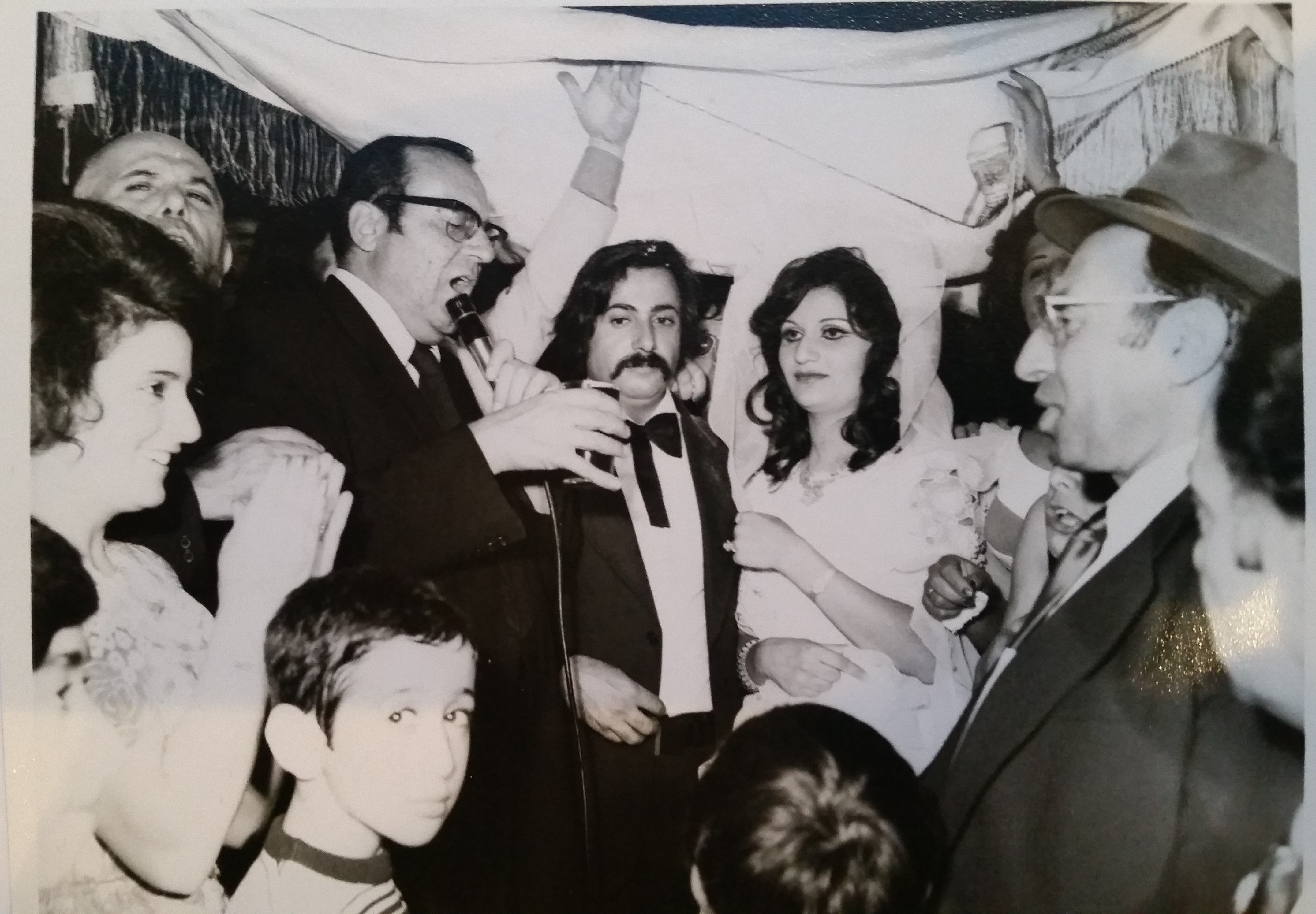
Mariés et officiant sous la houppa, Téhéran (Iran), 1975
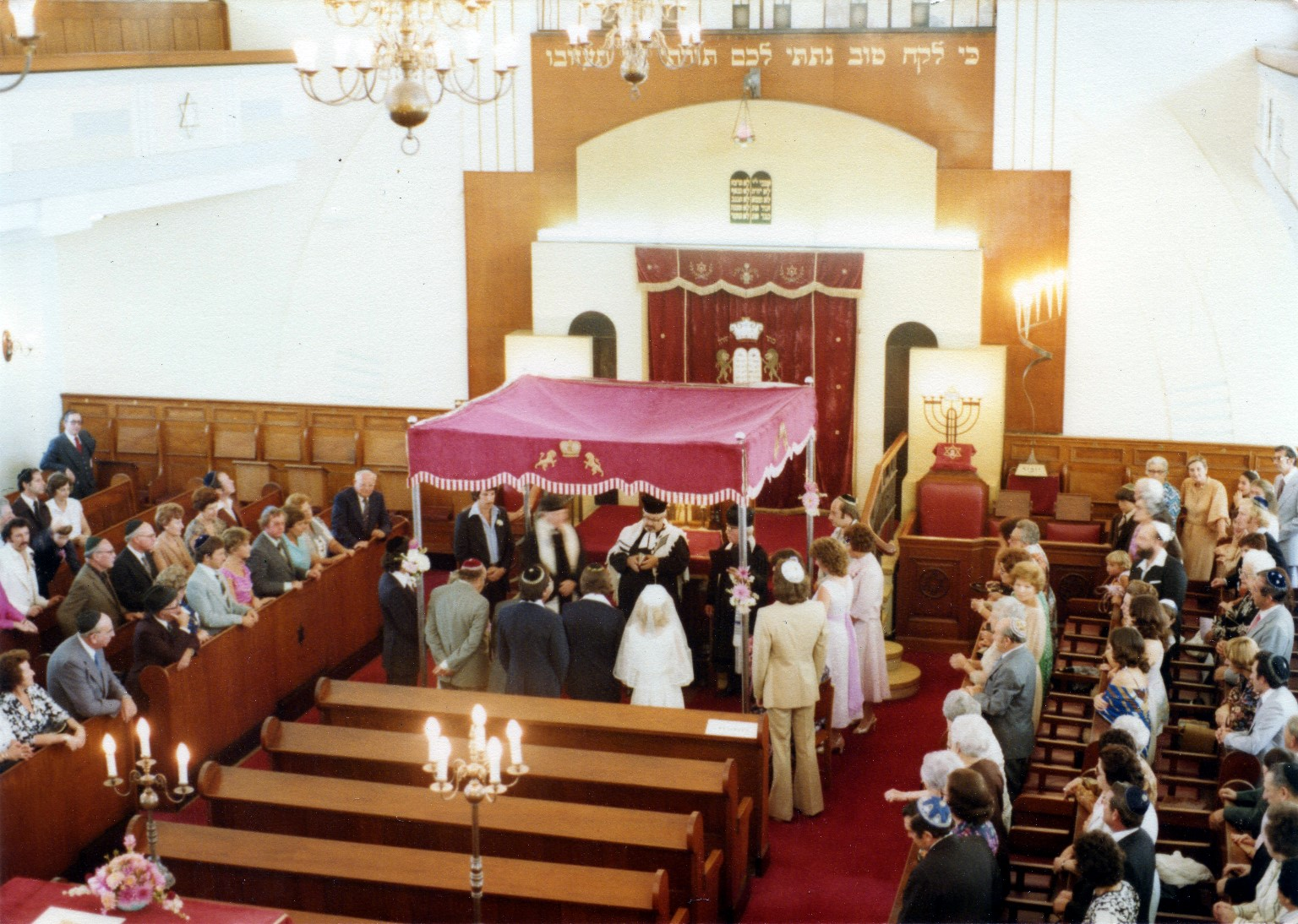
Mariage sous la houppa, Le Cap (Afrique du Sud), 1979
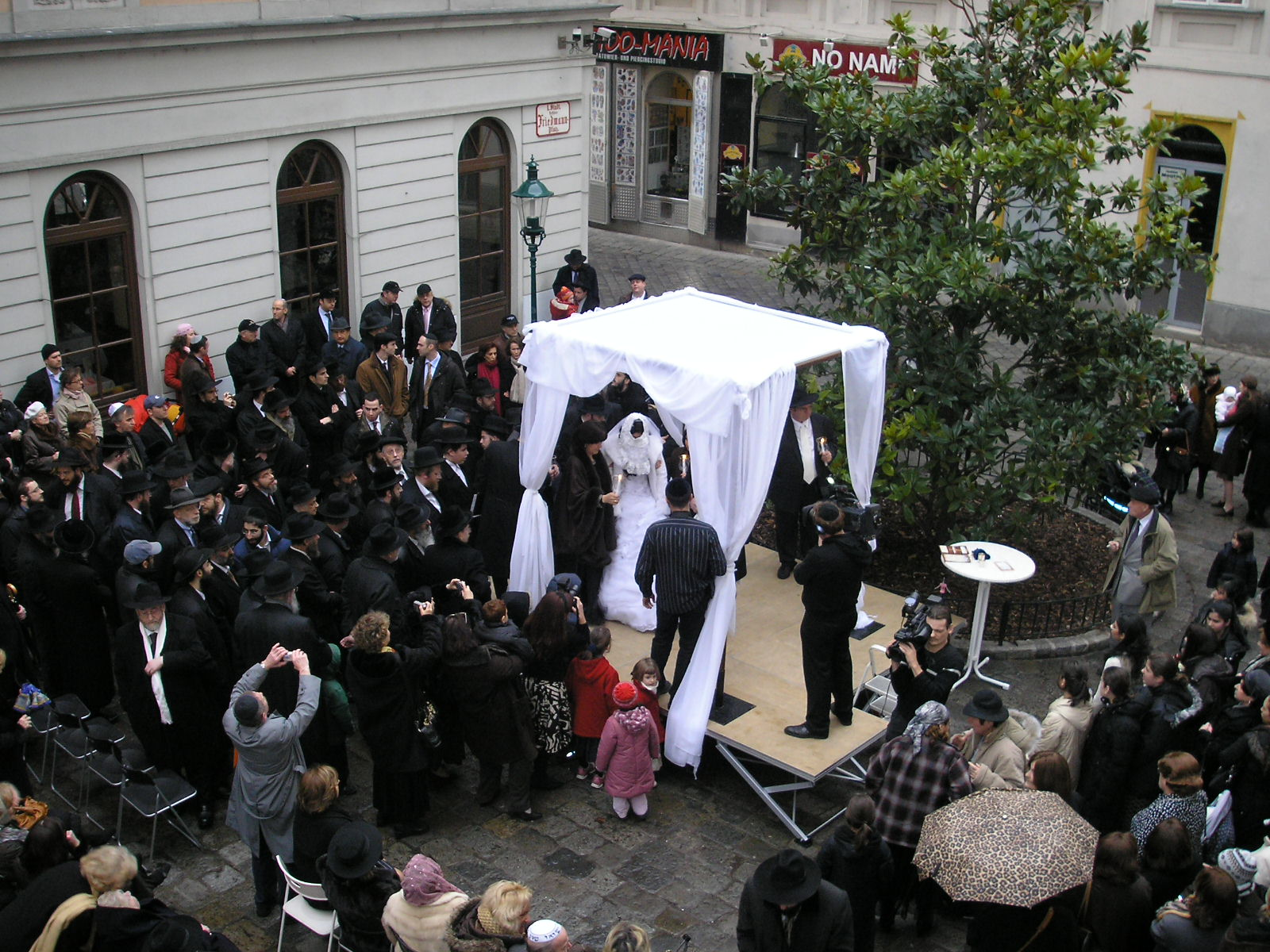
Mariage juif à Vienne (Autriche), 2007

### Sources
Toutes les lois citées dans cet article proviennent en majeure partie du Choulhan Aroukh.